# Roman Polanski
Rajmund Roman Thierry Polański  (Paris, 18 de agosto de 1933), mais conhecido como Roman Polanski, é um diretor, produtor, roteirista, e ator francês de origem polonesa. Graduou-se em Cinema na Escola de Cinema de Lódz. Fez filmes na Polónia, Grã-Bretanha, França e nos Estados Unidos.

## Biografia
Nasceu em Paris em 1933, com o nome de Raymond Roman Thierry Liebling, filho de imigrantes judeus polacos. Seu pai, Ryszard Polański,  foi um pintor pouco notável. Em 1932, mudou de sobrenome, passando a chamar-se Ryszard Liebling, razão pela qual no registo de nascimento de Roman consta "Liebling" em vez de "Polański". Contudo, no dia 1 de junho de 1936, com o regresso a Cracóvia (Polónia), recuperou seu sobrenome original polaco, passando a chamar-se Rajmund Roman Thierry Polański, respondendo por Romek, diminutivo de Roman. Sua mãe, com o nome de solteira Bula Katz, de origem russa, foi educada na religião católica, apesar de seu pai (avô materno de Polański) ser judeu.
Bula Katz estava divorciada quando se casou com Ryszard Liebling, em 1932, tendo apenas este filho. O casal instalou-se no número 5 da Rue Saint-Hubert, em Paris, onde Polański viveu até aos três anos de idade. Os pais de Polański não praticavam a religião judaica nem a católica, pelo que Polański não recebeu educação religiosa em Paris, nem mais tarde em Cracóvia.
Devido à sua ascendência judaica, sentiu os efeitos da Segunda Guerra Mundial. Pouco antes do início do conflito, mudou-se com os seus pais de Paris para Cracóvia, acreditando que lá estariam mais seguros, o que, infelizmente, foi o primeiro dos muitos infortúnios da sua vida. Durante a guerra perdeu a mãe, católica “classificada racialmente” como judia por parte do pai, no campo de concentração de Auschwitz, juntamente com outros familiares. Seu pai esteve preso durante dois anos, no complexo de campos de concentração de Mauthausen-Gusen na Áustria, sendo um dos poucos judeus polacos sobreviventes ao Holocausto.
À medida que a guerra avançava, a Polónia ficava cada vez mais devastada. Nestas condições, árduas, Polański sobreviveu ao gueto de Cracóvia e, depois de viver como um mendigo na rua, conseguiu escapar aos nazis, vagueando pelos campos da Polónia, escondendo-se em celeiros e nas florestas, alimentando-se do que encontrava ou roubava, fingindo também ser um garoto católico a visitar os seus parentes, primeiro  na família Wilk, em Cracóvia, e em seguida, nos Putek e na família Buchala, na aldeia de Wysoka, de julho de 1943 até à libertação pelo exército soviético, em janeiro de 1945, conforme relatado nas suas memórias. Embora tenha conseguido sobreviver, foi muito maltratado, sofrendo um espancamento quase fatal, que lhe provocou um traumatismo craniano grave.

## Carreira
No fim da guerra, em 1945, reuniu-se com seu pai, que o mandou para uma escola técnica, mas o jovem Polański já tinha abraçado outra carreira e começou a interessar-se pelo mundo do cinema, tendo-se iniciado como ator teatral. Mais tarde, gradua-se em Cinema, tendo feito seus estudos na Escola de Cinema de Łódź. Sua primeira curta-metragem, Rower (A bicicleta, 1955) foi realizada aos 21 anos de idade, atuando Polański também como ator no papel principal.
Durante as filmagens de Gdy spadają anioły (1959) (Quando os Anjos Caem) o jovem Polański, então com 26 anos, começou um romance com a actriz principal Barbara Kwiatkowska–Lass, de 19 anos, com quem se casou no mesmo ano, tendo-se divorciado em 1962.
Polański fez a sua primeira longa-metragem, Nóż w wodzie (Faca na água) em 1962, sendo um dos primeiros filmes polacos não associados com o tema da guerra, conseguindo, em 1963, a nomeação ao Óscar de Melhor Filme Estrangeiro. Apesar de ser um grande cineasta na Polónia, Polański decidiu deixar o país e partir para a França. Enquanto vagabundeava por Paris, fez amizade com o jovem roteirista Gérard Brach, acabando este por se tornar o seu primordial colaborador nos trabalhos cinematográficos seguintes. Assim, a realização dos filmes Repulsion (1965) e Cul-de-Sac (1966) feitos na Inglaterra, foram co-escritos por Brach, ganhando respetivamente O Urso de Prata e, em seguida o Urso de Ouro no Festival Internacional de Berlim.
Em 1968, Polański foi para Hollywood, onde fez o thriller psicológico, Rosemary's Baby. No entanto, após o brutal assassinato de sua esposa, Sharon Tate, pela Família Manson em 1969, decide regressar à Europa. Depois de fazer vários filmes independentes, Polański voltou a Hollywood e em 1974, faz o lançamento do filme Chinatown para a Paramount Pictures com Robert Evans como produtor. Parecia o início de uma promissora e longa carreira em Hollywood, mas depois de sua condenação pelo estupro de uma adolescente de 13 anos, Polański fugiu dos Estados Unidos para evitar a prisão.
Depois de Tess (1979), que foi premiado com o Globo de Ouro e com dois prémios César, os seus trabalhos entre 1980 e 1990 tornaram-se intermitentes e raramente possuíam o vulto de seus filmes anteriores. Apesar disso, e antes de voltar à plena forma, conseguido com o filme The Pianist (2002), onde granjeou os prémios mais importantes, ainda fez alguns trabalhos interessantes com ator, como por exemplo, no filme Pure Formality (1994), onde contracena com Gérard Depardieu.
É casado, desde 1989, com a atriz e modelo Emmanuelle Seigner, com quem tem dois filhos, e que participou em vários trabalhos dirigidos por Polański, Frantic (1988), Bitter Moon (1992), The Ninth Gate (1999) e La Vénus à la fourrure (2013).

## Assassinato de sua esposa Sharon Tate
Sua mulher Sharon Tate, que estava grávida de nove meses do primeiro filho do casal, foi brutalmente assassinada no dia 9 de agosto de 1969 por integrantes da Família Manson, liderada por Charles Manson, num dos mais famosos e bárbaros crimes da história dos Estados Unidos.

## Caso Samantha Geimer
Em 11 de março de 1977, três anos após ter sido feito o filme Chinatown, Polański foi preso na casa de Jack Nicholson, pelo abuso sexual de Samantha Geimer, que tinha somente 13 anos de idade, na altura em que ocorreram os factos. Samantha foi modelo de Polanski em um ensaio da revista Vogue. O próprio declarou-se culpado, pelo que foi preso provisoriamente, na situação “em avaliação”. A princípio, a prisão preventiva duraria três meses, entretanto, o cineasta só esteve preso por 47 dias, tendo sido liberado após pagamento de fiança.
Em 1978, o juiz que presidia a causa, após uma reunião com os advogados de Polański, deu a entender que iria ordenar nova prisão. Após tomar conhecimento da decisão, tomou um avião para a Europa e desde então encontra-se foragido da justiça norte-americana.
Em 26 de setembro de 2009, ao chegar ao aeroporto de Zurique, foi preso, a pedido das autoridades americanas, pela polícia suíça. Polański viajava para receber o Golden Icon Award, do Festival de Cinema de Zurique. A Suíça, no entanto, recusou a extraditar o diretor, alegando falta de provas conclusivas. O caso, no entanto, mantém-se aberto, pelo que o diretor não pode entrar em território norte-americano.
Em outubro de 2013, Samantha Geimer afirmou, durante a apresentação do seu livro de memórias, "The Girl: A Life in the Shadow of Roman Polanski" ("A menina: Uma vida na sombra de Roman Polanski"), em Paris, que há "muito tempo" perdoou o cineasta.

## Filmografia
Diretor
| Ano  | Original                                                                                          | Brasil                   | Portugal                         |
| ---- | ------------------------------------------------------------------------------------------------- | ------------------------ | -------------------------------- |
| 1955 | Rower (Bicycle)                                                                                   |                          |                                  |
| 1957 | Morderstwo (A Murderer)                                                                           |                          |                                  |
| 1957 | Uśmiech zębiczny (A Toothful Smile)                                                               |                          |                                  |
| 1957 | Rozbijemy zabawę (Break Up the Dance)                                                             |                          |                                  |
| 1958 | Dwaj ludzie z szafą (Two Men and a Wardrobe)                                                      |                          | Dois Homens e Um Armário         |
| 1959 | Lampa (The Lamp)                                                                                  |                          |                                  |
| 1959 | Gdy spadają anioły (When Angels Fall Down)                                                        |                          | Os Anjos Caem do Céu             |
| 1961 | Le Gros et le maigre (The Fat and the Lean)                                                       |                          |                                  |
| 1961 | Ssaki (Mammals)                                                                                   |                          |                                  |
| 1962 | Nóz w wodzie (Knife in the Water)                                                                 | A Faca na Água           | A Faca na Água                   |
| 1964 | Les plus belles escroqueries du monde (The Beautiful Swindlers) segment: "La Rivière de Diamants" |                          | As Mais Belas Vigarices do Mundo |
| 1965 | Repulsion                                                                                         | Repulsa ao Sexo          | Repulsa                          |
| 1966 | Cul-de-Sac                                                                                        | Armadilha do Destino     | O Beco                           |
| 1967 | The Fearless Vampire Killers (Dance of the Vampires)                                              | A Dança dos Vampiros     | Por Favor Não me Morda o Pescoço |
| 1968 | Rosemary's Baby                                                                                   | O Bebê de Rosemary       | A Semente do Diabo               |
| 1971 | The Tragedy of Macbeth                                                                            | Macbeth                  | Macbeth                          |
| 1972 | What? (Diary of Forbidden Dreams)                                                                 | Que?                     | What?                            |
| 1974 | Chinatown                                                                                         | Chinatown                | Chinatown                        |
| 1976 | The Tenant (Le Locataire)                                                                         | O Inquilino              | O Inquilino                      |
| 1979 | Tess                                                                                              | Tess - Uma Lição de Vida | Tess                             |
| 1986 | Pirates                                                                                           | Piratas                  | Piratas                          |
| 1988 | Frantic                                                                                           | Busca Frenética          | Frenético                        |
| 1992 | Bitter Moon                                                                                       | Lua de Fel               | Lua de Mel, Lua de Fel           |
| 1994 | Death and the Maiden                                                                              | A Morte e a Donzela      | A Noite da Vingança              |
| 1999 | The Ninth Gate                                                                                    | O Último Portal          | A Nona Porta                     |
| 2002 | The Pianist                                                                                       | O Pianista               | O Pianista                       |
| 2005 | Oliver Twist                                                                                      | Oliver Twist             | Oliver Twist                     |
| 2007 | To Each His Own Cinema segment: "Cinéma Erotique"                                                 | Cada Um com Seu Cinema   | Cada Um o Seu Cinema             |
| 2010 | The Ghost Writer                                                                                  | O Escritor Fantasma      | O Escritor Fantasma              |
| 2011 | Carnage                                                                                           | Deus da Carnificina      | O Deus da Carnificina            |
| 2012 | A Therapy                                                                                         | A Therapy                | A Therapy                        |
| 2013 | La Vénus à la fourrure                                                                            | A Pele de Vênus          | Vénus de Vison                   |
| 2017 | D'après une histoire vraie                                                                        | Baseado em Fatos Reais   |                                  |
| 2019 | J'accuse                                                                                          | O Oficial e o Espião     |                                  |

## Prémios e nomeações
- Três nomeações ao Óscar de Melhor Realizador: em 1975 com Chinatown; em 1981 com Tess (filme); e em 2003 com The Pianist, tendo ganho o Óscar nesta última nomeação.
- Nomeação ao Óscar de Melhor Argumento Adaptado, em 1969, pelo filme Rosemary's Baby, do romance de Ira Levin.
- Duas nomeações ao Globo de Ouro de Melhor Diretor, em 1975 com Chinatown e em 1981 com Tess (filme). Tendo vencido com o filme Chinatown.
- Nomeação ao Globo de Ouro, na categoria de Melhor Argumento, em 1969, pelo filme Rosemary's Baby.
- Ganhou o Urso de Ouro, no Festival Internacional de Berlim, em 1966, com o filme Cul-de-Sac.
- Ganhou o Urso de Prata, no Festival Internacional de Berlim, na categoria de Melhor Diretor, em 2010, com The Ghost Writer.
- Ganhou os dois prémios no Festival Internacional de Berlim, o Prémio Especial do Júri e o Prémio FIPRESCI, em 1965, com Repulsion.
- Ganhou o Prémio FIPRESCI, no Festival de Veneza, em 1962, com o filme Nóz w wodzie (Knife in the Water).
- Ganhou dois prémios pela British Academy of Film and Television Arts (BAFTA), na categoria de Melhor Diretor, com os filmes: 1975 Chinatown e 2003 The Pianist.
- Ganhou os prémios do cinema francês, César de Melhor Filme e Melhor Diretor, com os filmes: 1980, Tess (filme) e 2003 The Pianist.
- Nomeação ao prémio do Independent Spirit Awards, na categoria de Melhor Diretor, em 1995, com Death and the Maiden.
- Ganhou o Prémio Bodil de Melhor Filme Americano, em 1975, com o filme Chinatown.